# Machelonové
Machelonové (gruzínsky: მახელონები, Machelnebi; Μαχελῶνες, Machelônes) byli starověkým kolchidským kmenem, který sídlil daleko na jih od přístavu Fasis v dnešní západní Gruzii. Tento kmen byl blízce spřízněn se sousedním kmenem Makronésů, o kterých se věří, že byli prapředky dnešního gruzínského subetnika Mingrelců.
Na tento kmen se odkazuje několik starověkých kronikářů. Například Plinius starší ho nazýval „Machorones“ a umístil ho mezi říčky Ofis a Prytanis.